# William Gregory Lee
William Gregory Lee (Virginia Beach, 24 gennaio 1973) è un attore statunitense.

## Filmografia

### Cinema
- Anything Once, regia di Dan Aeberhard (1997) (cortometraggio)
- Wolves of Wall Street, regia di David DeCoteau (2002)
- Fits and Starts, reagia di Kevin R. Kelley (2002)
- U-429 - Senza via di fuga (In Enemy Hands), regia di Tony Giglio (2004)
- Cruel Intentions 3 - Il fascino della terza volta (Cruel Intentions 3), regia di Scott Ziehl (2004)
- Wheelmen, regia di Dirk Hagen (2005)
- Beauty and the Beast, regia di David Lister (2005)
- Hell to Pay, regia di Chris McIntyre (2005)
- Sam's Lake, regia di Andrew C. Erin (2006)
- Mexican Sunrise, regia di Rowdy Stovall (2007)
- Dismal, regia di Ray Brown (2007)
- House of Fallen, regia di Robert Stephens (2008)
- Tripping Forward - Spacciatori per modelle (Tripping Forward), regia di Marcus Nash (2009)
- Bitch Slap - Le superdotate (Bitch Slap), regia di Rick Jacobson (2009)
- First Man - Il primo uomo (First Man), regia di Damien Chazelle (2018)

### Televisione
- The Adventures of Young Indiana Jones: Travels with Father – film TV (1996) (non accreditato)
- Troppo giovane per morire (A Kiss So Deadly) – film TV (1996)
- Beverly Hills, 90210 (Beverly Hills, 90210) – serie TV, episodio 7x21 (1997)
- Febbre d'amore (The Young and the Restless) – serial TV, puntata 6145 (1997)
- Rude Awakening – serie TV, episodio 1x02 (1998)
- Wind on Water – serie TV, 4 episodi (1998)
- Ragazze a Beverly Hills (Clueless) – serie TV, episodio 3x22 (1999)
- Brutally Normal – serie TV, episodio 1x03 (2000)
- Xena - Principessa guerriera (Xena: Warrior Princess) – serie TV, 6 episodi (2000)
- Baywatch – serie TV, episodio 11x13 (2001)
- V.I.P. (Vallery Irons Protection) – serie TV, episodio 4x01 (2001)
- Dark Angel – serie TV, 8 episodi (2000-2001)
- Run of the House – serie TV, episodio 1x03 (2003)
- JAG - Avvocati in divisa (JAG) – serie TV, episodi 7x24-9x09 (2002-2003)
- Nip/Tuck – serie TV, episodio 2x16 (2004)
- NCIS - Unità anticrimine (NCIS) – serie TV, episodio 3x10 (2004)
- Las Vegas – serie TV, episodio 3x12 (2006)
- CSI: NY – serie TV, episodio 3x21 (2007)
- Dante's Cove – serie TV, 13 episodi (2004-2007)
- Fall of Hyperion – film TV (2008)
- Hydra - L'isola del mistero (Hydra) – film TV (2008)
- Femme Fatales - Sesso e crimini (Femme Fatales) – serie TV, episodio 1x05 (2011)
- Justified – serie TV, 14 episodi (2011-2014)
- NCIS: Los Angeles – serie TV, episodio 3x23 (2012)
- The Mentalist – serie TV, episodio 7x10 (2015)

## Doppiatori italiani
Nelle versioni in italiano delle opere in cui ha recitato, William Gregory Lee è stato doppiato da:
- Roberto Certomà in NCIS - Unità anticrimine
- Riccardo Scarafoni in Bitch Slap - Le superdotate
- Stefano Billi in Justified (st. 2)
- Stefano Thermes in Justified (st. 3)
- Giuliano Bonetto in Justified (st. 4-5)
- Gaetano Lizzio in NCIS: Los Angeles
- Gabriele Trentalance in The Mentalist
- Sacha Pilara in The Staircase - Una morte sospetta